# مسجد جامع نهاوند
مسجد جامع نهاوند مربوط به دوره سلجوقیان - دوره صفوی است و در نهاوند، متری قیصریه، اول بازار بزرگ واقع شده و این اثر در تاریخ ۲۸ اردیبهشت ۱۳۶۵ با شمارهٔ ثبت ۱۷۰۶ به‌عنوان یکی از آثار ملی ایران به ثبت رسیده است.